# 諾曼尼亞鎮區 (明尼蘇達州耶洛梅德辛縣)
諾曼尼亞鎮區（英語：Normania Township）是位於美國明尼蘇達州耶洛梅德辛縣的一個行政鎮區。

## 歷史
諾曼尼亞鎮區於1872年成立，曾被命名為里鎮區（Ree Township），1874年改為現稱。

## 地方資料
諾曼尼亞鎮區的面積為94.06平方千米，當中陸地面積為93.54平方千米，而水域面積為0.51平方千米。根據2020年美國人口普查的數據，當地共有人口161人，而人口密度為每平方千米1.71人。